# Boris Siergiejewski
Boris Wasiljewicz Siergiejewski, ros. Борис Васильевич Сергиевский (ur. 8 lutego?/20 lutego 1888 w Carskim Siole, zm. 24 listopada 1971 w Nowym Jorku) – rosyjski pilot wojskowy, as myśliwski okresu I wojny światowej, emigracyjny inżynier, lotnik i działacz społeczno-kombatancki.

## Życiorys
W 1906 r. ukończył szkołę realną Św. Pawła w Odessie, zaś w 1913 r. studia inżynierskie na politechnice w Kijowie. Podczas nauki poznał 2 jednych z pierwszych lotników rosyjskich – Siergieja Utoczkina i Igora Sikorskiego, dzięki którym zainteresował się lataniem. Założył wraz z nimi studenckie lotnicze kółko zainteresowań. Po studiach próbował wstąpić do armii rosyjskiej, ale odrzucono jego wniosek. Podjął wówczas pracę inżyniera w Kijowie. Po wybuchu I wojny światowej zmobilizowano go do 125 Kurskiego Pułku Piechoty. Otrzymał stopień porucznika. W marcu 1915 r. został ranny w głowę i nogę. Po wyleczeniu powrócił na front. Na pocz. 1916 r. przeszedł do lotnictwa wojskowego. Początkowo latał na samolocie zwiadowczym Vuasen LAS, po czym skierowano go do szkoły lotniczej w Sewastopolu. Po jej ukończeniu wiosną 1917 r., trafił do 2 Myśliwskiego Oddziału Lotniczego. Podczas 55 lotów bojowych zestrzelił 3 nieprzyjacielskie maszyny i 3 balony obserwacyjne. Mianowano go sztabskapitanem, po czym objął dowództwo Oddziału. W listopadzie 1917 r., kiedy nastąpiło zawieszenie broni z Niemcami, zestrzelił samowolnie nieprzyjacielski samolot, w wyniku czego został aresztowany i skazany na karę śmierci przez rozstrzelanie. Udało mu się jednak zbiec do Kijowa, który wkrótce zajęły wojska ukraińskie. Ponownie go aresztowano i ponownie zbiegł, tym razem do Berlina. Stamtąd przybył do Wielkiej Brytanii, gdzie pracował jako instruktor w jednej ze szkół lotniczych. Pod koniec 1919 r. został skierowany do Armii Północno-Zachodniej gen. Nikołaja N. Judenicza, w której objął dowództwo jednej z eskadr lotniczych. Po klęsce wojsk Białych przez krótki czas przebywał w Estonii, po czym przyjechał do Polski, zostając latem 1920 r. dowódcą lotnictwa 3 Armii Rosyjskiej formowanej w Polsce. Od 1921 r. zarabiał na życie śpiewaniem w operze. W 1923 r. wyemigrował do USA. Podjął pracę jako inżynier i pilot doświadczalny w zakładach lotniczych Sikorsky Aircraft. Ustanowił kilka rekordów świata na samolotach tej firmy. Od 1938 r. pracował w Helicopter Corporation of America George’a de Bothezata. W 1944 r. kilka miesięcy służył w armii amerykańskiej w charakterze doradcy technicznego. Po zakończeniu II wojny światowej był pilotem czarterowym. Działał w rosyjskich organizacjach emigracyjnych. Przewodniczył Rosyjskiemu Komitetowi Politycznemu, Stowarzyszeniu Byłych Lotników Rosyjskich w USA i oddziałowi Związku Kawalerów Gieorgijewskich. Działał w Rosyjskim Związku Ogólnowojskowym (ROWS). Współpracował z Funduszami: Tołstowskim, Serafimowskim, Prawosławnym i innymi. W 1998 r. wydano pośmiertnie jego wspomnienia pt. Airplanes, Women, and Song: Memoirs of a Fighter Ace, Test Pilot, and Adventurer.